# إدوارد إي. سالزبوري
إدوارد إي. سالزبوري (بالإنجليزية: Edward Elbridge Salisbury)‏ هو أستاذ جامعي أمريكي، ولد في 6 أبريل 1814 في بوسطن في الولايات المتحدة، وتوفي في 5 فبراير 1901 في نيو هيفن في الولايات المتحدة.